# Jarče Polje
Jarče Polje is een plaats in de gemeente Netretić in de Kroatische provincie Karlovac. De plaats telt 165 inwoners (2001).